# Égalité de Parseval
Pour les articles homonymes, voir Parseval.
L'égalité de Parseval dite parfois théorème de Parseval ou relation de Parseval est une formule fondamentale de la théorie des séries de Fourier. On la doit au mathématicien français Marc-Antoine Parseval des Chênes (1755-1836). Elle est également appelée identité de Rayleigh du nom du physicien John William Strutt Rayleigh. Cette formule peut être interprétée comme une généralisation du théorème de Pythagore pour les séries dans les espaces de Hilbert. 
Dans de nombreuses applications physiques (courant électrique par exemple), cette formule peut s'interpréter comme suit : l'énergie totale s'obtient en sommant les contributions des différents harmoniques. L'énergie totale d'un signal ne dépend pas de la représentation choisie : fréquentielle ou temporelle.

## Inégalité de Bessel
Le théorème suivant est démontré dans l'article détaillé.

Soit {\displaystyle \left(e_{i}\right)_{i\in I}} une famille orthonormée d'un espace préhilbertien {\displaystyle H}.
- Pour tout vecteur {\displaystyle x\in H}, l'inégalité de Bessel affirme la sommabilité de la famille suivante et la majoration :{\displaystyle \sum _{i\in I}\left|\langle e_{i}|x\rangle \right|^{2}\leq \|x\|^{2}},ce qui signifie que l'ensemble des termes non nuls est au plus dénombrable et constitue une série absolument convergente, de somme majorée par {\displaystyle \|x\|^{2}}.
- Si et seulement si {\displaystyle x} est dans l'adhérence de l'espace vectoriel engendré par la famille {\displaystyle \left(e_{i}\right)_{i\in I}}, alors la majoration est une égalité, nommée « égalité de Parseval ». Ainsi, la famille est une base de Hilbert de {\displaystyle H} si et seulement si l'égalité est vérifiée pour tout vecteur {\displaystyle x\in H}.

## Formule pour les séries de Fourier
Soit f une fonction T-périodique et de carré intégrable sur une période (c'est donc valable notamment pour une fonction T-périodique et continue par morceaux). On définit ses coefficients de Fourier :
L'égalité de Parseval affirme la convergence de la série suivante et énonce l'identité :
Si la fonction f est à valeurs réelles, on peut adopter les conventions suivantes :
- {\displaystyle a_{0}={\frac {1}{T}}\int _{-T/2}^{T/2}f(t)~\mathrm {d} t=c_{0}} ;
- {\displaystyle a_{n}={\frac {2}{T}}\int _{-T/2}^{T/2}f(t)\cos {\frac {2\pi nt}{T}}~\mathrm {d} t} ;
- {\displaystyle b_{n}={\frac {2}{T}}\int _{-T/2}^{T/2}f(t)\sin {\frac {2\pi nt}{T}}~\mathrm {d} t}.

L'égalité de Parseval devient :
Attention : certains auteurs préfèrent une convention pour laquelle l'expression de a0 est aussi en 2/T :
La formule de Parseval devient alors :

### Applications
- Ces résultats s'appliquent en particulier au cas d'un espace préhilbertien de dimension finie, par exemple en analyse harmonique sur un groupe abélien fini.
- Si deux fonctions de carré intégrable f et g ont le même spectre en fréquences (mêmes coefficients de Fourier), alors les coefficients de Fourier de f – g sont tous nuls (par linéarité) et ║f – g║2 = 0. De fait, f et g sont égales presque partout. Si de plus f et g sont continues par morceaux, f et g sont égales hormis au niveau des points de discontinuité de f et de g.
- Lorsque l'intégrale est plus facile à calculer que la série, l'égalité de Parseval est un moyen de calculer un certain nombre de séries numériques (on peut aussi utiliser l'égalité en un point entre la fonction et sa série de Fourier, donnée par exemple par le théorème de Dirichlet).
- L'égalité de Parseval permet d'obtenir l'inégalité de Wirtinger entre les normes d'une fonction périodique et de sa dérivée, puis l'inégalité isopérimétrique classique.

### Réciproque: théorème de Riesz-Fischer
On note ℓ2 l'espace vectoriel des suites {\displaystyle (c_{n})_{n\in \mathbb {Z} }} telles que la série {\displaystyle \sum _{-\infty }^{+\infty }\|c_{n}\|^{2}\ } converge.
Le théorème de Riesz-Fischer permet d'énoncer qu'une telle suite {\displaystyle (c_{n})_{n\in \mathbb {Z} }} est la suite des coefficients de Fourier d'une fonction de carré intégrable, T-périodique.
Ainsi il y a isomorphisme entre l'espace L2T des fonctions de carré intégrable et T-périodiques et l'espace ℓ2. La formule de Parseval montre qu'il s'agit même d'une isométrie.